# Central de Autobuses Zamora
La Central de Autobuses Zamora es la principal Terminal de autobuses de la ciudad de Zamora de Hidalgo y una de las más importantes de Michoacán. Seinauguró el 25 de noviembre de 1988 por el secretario de gobierno de Michoacán, el Dr. Jaime Genovevo Figueroa Zamudio. Actualmente cuenta con una superficie de 37,000 metros cuadrados, donde se albergan 31 andenes, taquillas y servicios como estacionamiento público, restaurantes, cafeterías y sanitarios.

## Destinos

### Servicio de primera clase
| Líneas de Autobuses               | Destinos |
| --------------------------------- | --- |
| Autovías / La Línea               | Apatzingán, Buenavista, Cuatro Caminos, Guadalajara, Guadalajara-Aeropuerto, Ixtapa, Lázaro Cárdenas, Los Reyes, México Norte, Mexico Poniente, Sahuayo, Tepalcatepec, Uruapan, Zihuatanejo. |
| Estrella Blanca / Elitte / Futura | Altar (Sonora), Apatzingán, Caborca, Ciudad Altamirano, Ciudad Obregón, Culiacán, Ensenada, Guadalajara, Guamúchil, Guasave, Hermosillo, Huetamo, La Barca, Los Mochis, Mazatlán, Mexicali, México Norte, Morelia, Navojoa, Nueva Italia, Ocotlán, San Luis Río Colorado, Santa Ana (Sonora), Sonoyta, Uruapan, Tecate, Tepic, Tijuana, Tlaquepaque, Zapopan Zihuatanejo |
| ETN / TuriSta                     | La Piedad, Los Reyes, México Norte, Morelia, Querétaro, Tepotzotlán |
| Omnibus de México                 | Chihuahua, Chihuahua-Pistolas Meneses, Ciudad Juárez, Ciudad Victoria, Matamoros, Monterrey-Central, Nuevo Laredo, Reynosa, Torreón. |
| Primera Plus                      | Apatzingán, Guadalajara, Guadalajara-Aeropuerto, Irapuato, Jiquilpan, La Piedad, León, Los Reyes, México Norte, Morelia, Pátzcuaro, Querétaro, Sahuayo, Uruapan, Zacapu. |

### Servicio ordinario
| Líneas de Autobuses                     | Destinos |
| --------------------------------------- | --- |
| Autobuses Regionales de Tangancícuaro   | Camécuaro, Canindo, Chaparco, Las Adjuntas, Mercado de Abastos, Tangancícuaro |
| Chavindas                               | Camucuato, Chavinda, Churintzio, Ixtlán, Jacona, La Angostura, La Luz, La Plaza, La Sauceda, Los Quijotes, Pajacuarán, Santiago, Rancho Nuevo, Tecomatán, Valenciano. |
| Flecha Amarilla / Servicios Coordinados | Aguascalientes, Arandas, Atotonilco, Briseñas, Carapan, Chilchota, Comanja, Encarnación de Díaz, Guadalajara, Irapuato, Ixtlán, Jalostotitlán, Jamay, La Barca La Piedad, Morelia, Ocotlán, Pénjamo, Quiroga, San Juan de los Lagos, San Miguel el Alto, Santa Fé de la Laguna, Tangancícuaro, Vista Hermosa, Zacapu. |
| Occidente                               | Carapan, Chilchota, Comanja, Cotija, Ecuandureo, Los Reyes, Morelia, Purépero, Quiroga, Sahuayo, San Ángel, Santa Clara, Santa Fé de la Laguna, Tangancícuaro, Tingüindín, Tocumbo, Ucácuaro, Zacapu |
| Purhépechas                             | Acachuén, Agua Fría, Apatzingán, Aranza, Buenavista, Capacuaro, Carapan, Cherán, Cheranástico, Chilchota, Copetiro, Huáncito, Huáscaro, Ichán, La Angostura, Los Reyes, Nogales (Michoacán), Noroto, Paracho, Peribán, Tacuro, Tanaco, Tangancícuaro, Tingüindín, Urén, Uruapan, Zopoco.                              |
| Sur de Jalisco                          | Cojumatlán, Jiquilpan, Sahuayo, Tizapán. |